# Сдобенка
Сдобенка — ручей, левый приток реки Хмара. Начинается южней деревни Зимницы Починковского района Смоленской области. Протекает на север через Зимницы и до впадения в Хмару. Впадает в Хмару в 1 км к югу от деревни Липки. Высота устья — 166,2 м над уровнем моря.